# Acanthophyllum kurdicum
Acanthophyllum kurdicum är en nejlikväxtart som beskrevs av Pierre Edmond Boissier och Hausskn. Acanthophyllum kurdicum ingår i släktet Acanthophyllum och familjen nejlikväxter. Inga underarter finns listade i Catalogue of Life.